# Пучков, Алексей Геннадьевич
Алексей Геннадьевич Пучков (род. 25 ноября 1962, Казань) — советский и российский хоккеист, защитник. Мастер спорта СССР. Тренер.

## Биография
Родился в Казани, отец — русский, мать — татарка. С детства посещал секции волейбола, футбола, баскетбола. Заинтересовался хоккеем, увидев по телевидению матч суперсерии СССР — Канада 1972 года. Воспитанник хоккейной школы СК имени Урицкого, первый тренер Анатолий Романов.
Практически всю карьеру — 16 сезонов (1979/80 — 1994/95) — провёл в СК им. Урицкого / «Итили», сыграл 765 матчей, набрал 165 (74+91) очков. В сезоне 1980/81 отыграл четыре месяца в команде второй лиги «Спутник» Альметьевск. В сезоне 1991/92 выступал в команде чемпионата Словении «Цинкарна» Целе. В сезоне 1992/93 провёл 8 матчей за «Нефтехимик» Нижнекамск, там же завершал карьеру в сезонах 1994/95 — 1995/96, в качестве капитана вывел команду в РХЛ.
Серебряный призёр хоккейного турнира зимней Универсиады 1983 года.
После завершения карьеры игрока выступал за казанскую команду ветеранов. Три года работал коммерческим директором. Затем возглавил школу по хоккею в Советском районе Казани, работал директором, тренером-преподавателем.
В 2004 году по приглашению Ришата Гимаева, с которым играл в «Итили», стал тренером в альметьевском «Нефтянике», работал в команде в 2004—2008, 2010—2013 годах. Тренер в команде «Ариада» Волжск (2013/14). Главный тренер казанского «Факела».
Заслуженный работник физической культуры Республики Татарстан.